# 依灰蝶属
依灰蝶属（学名：Echinargus）为灰蝶科的一个属。

## 下属物种
本属包括以下物种：
- 洪依灰蝶 Echinargus huntingtoni Rindge & Comstock, 1953
- 黑点依灰蝶 Echinargus isola (Reakirt, 1866)
- 马尔依灰蝶 Echinargus martha (Dognin, 1888)